# ماندریتسارا (بفاتو)
ماندریتسارا (به لاتین: Mandritsara) یک منطقهٔ مسکونی در ماداگاسکار است که در ناحیه بتافو واقع شده‌است. ماندریتسارا ۱۳٬۰۰۰ نفر جمعیت دارد و ۲٬۰۳۸ متر بالاتر از سطح دریا واقع شده‌است.